# Utișne, Kazanka
Utișne (în ucraineană Утішне) este un sat în comuna Mîkolo-Hulak din raionul Kazanka, regiunea Mîkolaiiv, Ucraina.

## Demografie
Componența lingvistică a localității Utișne
     Ucraineană (85,9%)
     Rusă (11,54%)
     Belarusă (2,56%)
Conform recensământului din 2001, majoritatea populației localității Utișne era vorbitoare de ucraineană (85,9%), existând în minoritate și vorbitori de rusă (11,54%) și belarusă (2,56%).